# Shuya Yamashita
Shuya Yamashita (japanisch 山下 柊哉 Yamashita Shuya; * 16. April 1999 in der Präfektur Ishikawa) ist ein japanischer Fußballspieler.

## Karriere
Shuya Yamashita erlernte das Fußballspielen in der Schulmannschaft der Sakuyo High School sowie in der Universitätsmannschaft der Tokoha University Hamamatsu Campus. Seinen ersten Vertrag unterschrieb er im Januar 2021 bei Albirex Niigata (Singapur). Der Verein ist ein Ableger des japanischen Zweitligisten Albirex Niigata, der in der ersten singapurischen Liga, der Singapore Premier League, spielt. Sein Erstligadebüt gab Shuya Yamashita am 13. März 2021 im Heimspiel gegen Hougang United. Hier stand er Innenverteidiger in der Startelf und spielte die kompletten 90 Minuten. Für Albirex absolvierte er 21 Erstligaspiele. Im Januar 2022 wechselte er zum Ligakonkurrenten Tampines Rovers.